# 吴机樟
吴机樟（1902年—1980年），男，湖南平江人，中华人民共和国政治人物，曾任云南省经济委员会副主任，云南省政协副主席。